# Gabriel Zakuani
Gabriel Zakuani (Kinshasa, 31 maggio 1986) è un ex calciatore congolese (Repubblica Democratica del Congo), di ruolo difensore.